# 道の駅みかわ (愛媛県)
道の駅みかわ（みちのえき みかわ）は、愛媛県上浮穴郡久万高原町にある国道33号の道の駅である。

## 主な施設
- 駐車場
  - 普通車：20台
  - 大型車：2台
  - 身障者用：1台
- トイレ
  - 男：大 6器（3器）、小 10器（5器）
  - 女：10器（6器）
  - 身障者用：2器（1器）

※（）内は、24時間利用可能
- 公衆電話
- レストラン
- 特産品販売所（9:00 - 17:00）

## 休館日
- 毎月第3火曜日
- 年末年始

## アクセス
- 国道33号 - 登録路線
  - 愛媛県道212号東川上黒岩線

## 周辺
- 美川スキー場
- 上黒岩縄文岩陰遺跡
- 四国八十八箇所霊場45番札所「岩屋寺」